# Acceleration Team Spanje
Het Acceleration Team Spanje is een Spaans raceteam dat deelneemt aan het landenkampioenschap Acceleration 2014 in de klasse Formula Acceleration 1. Het team wordt gerund door het nieuwe Spaanse team Moma Motorsport, opgericht door Carlos Mollá en autocoureur Dani Clos. Zij zijn tevens de eigenaren van het team.
In 2014, het eerste seizoen van de klasse, had het team Víctor García als coureur in het eerste raceweekend. In het tweede raceweekend werd hij vervangen door Oliver Campos-Hull, die overkwam van het Chinese team. In het vierde raceweekend werd hij weer vervangen door Marco Barba.

## Resultaten
| Kleur  | Resultaat                              |
| ------ | -------------------------------------- |
| Goud   | Winnaar                                |
| Zilver | Tweede plaats                          |
| Brons  | Derde plaats                           |
| Groen  | Gefinisht (punten behaald)             |
| Blauw  | Gefinisht (geen punten behaald)        |
| Blauw  | Niet geklasseerd (NC)                  |
| Paars  | Uitgevallen (DNF)                      |
| Rood   | Niet gekwalificeerd (DNQ)              |
| Zwart  | Gediskwalificeerd (DSQ)                |
| Wit    | Niet gestart (DNS)                     |
| Blanco | Gewond (INJ)                           |
| Blanco | Uitgesloten (EX)                       |
| Blanco | Teruggetrokken (WD) / Niet deelgenomen |
| P      | Poleposition                           |
| S      | Snelste ronde                          |

| Jaar | Coureur            | 1      | 2     | 3      | 4     | 5     | 6      | 7     | 8      | 9      | 10    | Punten | Positie |
| ---- | ------------------ | ------ | ----- | ------ | ----- | ----- | ------ | ----- | ------ | ------ | ----- | ------ | ------- |
| 2014 | Víctor García      | ALG 10 | ALG 8 |        |       |       |        |       |        |        |       | 5      | 22      |
| 2014 | Oliver Campos-Hull |        |       | NAV 11 | NAV 8 | NÜR 7 | NÜR 11 |       |        |        |       | 20*    | 13*     |
| 2014 | Marco Barba        |        |       |        |       |       |        | MON 6 | MON 12 | ASS 13 | ASS 8 | 10     | 19      |
| Jaar | Coureur            | 1      | 2     | 3      | 4     | 5     | 6      | 7     | 8      | 9      | 10    | Punten | Positie |

* Bij de punten van Campos-Hull zijn ook zijn punten die hij gescoord heeft voor het Acceleration Team China inbegrepen.